# 國立員林高級家事商業職業學校
國立員林高級家事商業職業學校（英語：National Yuanlin Home-Economics and Commercial Vocational Senior High School，YLHCVS），簡稱員林家商、員家，是一所位於臺灣彰化縣的國立技術型高級中等學校。

## 校史
- 1952年2月，創校於員林鎮育英路（原員林國小校址，1950年搬離），初名為「彰化縣立員林初級家事職業學校」。
- 1953年10月，讓出校舍校地給「澎湖防衛司令部子弟學校」（今國立崇實高工）另建校舍於現址。
- 1958年8月，增設高級部，改名為「彰化縣立員林家事職業學校」。
- 1968年8月，因應九年國民教育，停招初級部，改制為「臺灣省立員林高級家事職業學校」。
- 1969年8月，增設商業類科，更名為「臺灣省立員林高級家事商業職業學校」。
- 1973年8月，增設「高級商業進修補校」，日校分為綜合商業、會計統計、綜合家政、幼兒保育四科。
- 1979年8月，補校增設美容科、幼兒保育科。
- 1984年8月，日校招收男生。
- 1987年8月，日校增設服裝科，課程標準修訂，科名改為家政科、幼兒保育科、商業經營科、會計事務科。
- 1989年2月，增設延教班女裝科，在補校上課。
- 1993年2月，延教班女裝科改招美髮技術科。
- 1993年9月，增設國中技藝班美容美髮班、電腦事務班各一班。
- 1994年8月，招收一年段延教班商用資訊科及美髮技術科各一班。
- 1995年8月，原延教班於八十四學年度改名為實用技能班。9月，國中技藝班電腦實務班改招廣告設計班。
- 1996年7月，招收特殊教育實驗班家政科一班。8月，實用技能班商用資訊科及美髮技術科轉入補校商經科及美容科繼續第二、三年段課程。年9月，實用技能班一年段學生輔導轉入補校繼續第二年段。
- 1998年9月，實用技能班美髮技術科一年段轉入夜間上課。
- 1999年3月，臺灣省政府教育廳核准商業經營科及會計事務科各減一班增設國際貿易科二班。
- 2000年2月，因應精省奉令改隸國立，更名「國立員林高級家事商業職業學校」。
- 2001年8月，教育部中部辦公室核准服裝科減一班，幼保科增一班。
- 2002年8月，進修部國貿科改為幼保科。
- 2003年8月，進修部自給自足班與實用技能班皆易名為「核定班」，進修部實用技能班學時制改為學分制。
- 2005年8月，日校會計科停招改招應用外語科兩班。
- 2009年8月，日校幼保科減一班及增設國際貿易科一班。
- 2017年8月，實用技能學程夜校調整美顏兩班。
- 2018年8月，實用技能學程夜校調整美髮一班美顏一班。
- 2019年8月，進修部商經科停招，僅存幼保科及美容科各一班。日校應用外語科英文組更名為應用英語科。

## 校服

### 日間部
男女皆為靛青色制服

男：方領，黑長褲

女：圓領，黑長褲與黑百褶裙

※女同學穿著百褶裙需搭配白襪及黑皮鞋

※體育服色別依年級不同予以區分

一年級：黃。

二年級：青。

三年級：紅。

學號

男：制服左胸依序向下縫繡「國立員林家商」↓「科別(紅字)xxxxxx(深藍)」

女：制服左胸依序向下縫繡「國立員林家商」↓「科別(紅字)xxxxxx(深藍)」

### 進修部
男女皆為粉紅色制服及黑體育外套

無須加購體育服裝、書包及制服褲裙

男：方領

女：圓領

學號

男：制服左胸依序向下縫繡「國立員林家商進修學校(科別免)」↓「xxxxxx(深藍)」

女：制服左胸依序向下縫繡「國立員林家商進修學校(科別免)」↓「xxxxxx(深藍)」

※體育外套需以紅體字縫繡於學校LOGO上方

## 教學單位
- 家政科(全校共3班)
- 幼保科(全校共3班)
- 服裝科(全校共3班)
- 商經科(全校共6班)
- 國貿科(全校共9班)
- 應英科(全校共6班)
- 綜職科(全校共3班)

### 實用技能學程
- 美顏技術科(日間學制)
- 美髮技術科(進修學制)

## 相關新聞
- 2016-05-14 自由時報 考場辦喜酒！？員林家商席開70桌...供考生休息

在教室外驚見小情侶摟摟抱抱

## 外部連結
- 員林家商校網（页面存档备份，存于）
- 員林家商臉書

1. ↑  簡慧珍. . 《中國時報》. 2022-05-19  [2022-09-02]. （原始内容存档于2022-09-02）.